# اندی هریس

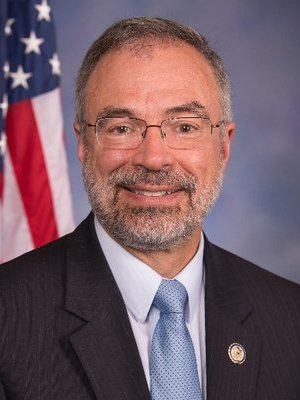

اندی هریس (به انگلیسی: Andy Harris) نمایندهٔ حوزه انتخابیه اول مریلند از حزب جمهوری‌خواه ایالات متحده آمریکا در مجلس نمایندگان ایالات متحده آمریکا است که برای نخستین‌بار در ۳۲ ژانویه ۲۰۱۱ میلادی به‌عضویت این مجلس درآمد.